# Nilüfer Gündoğan

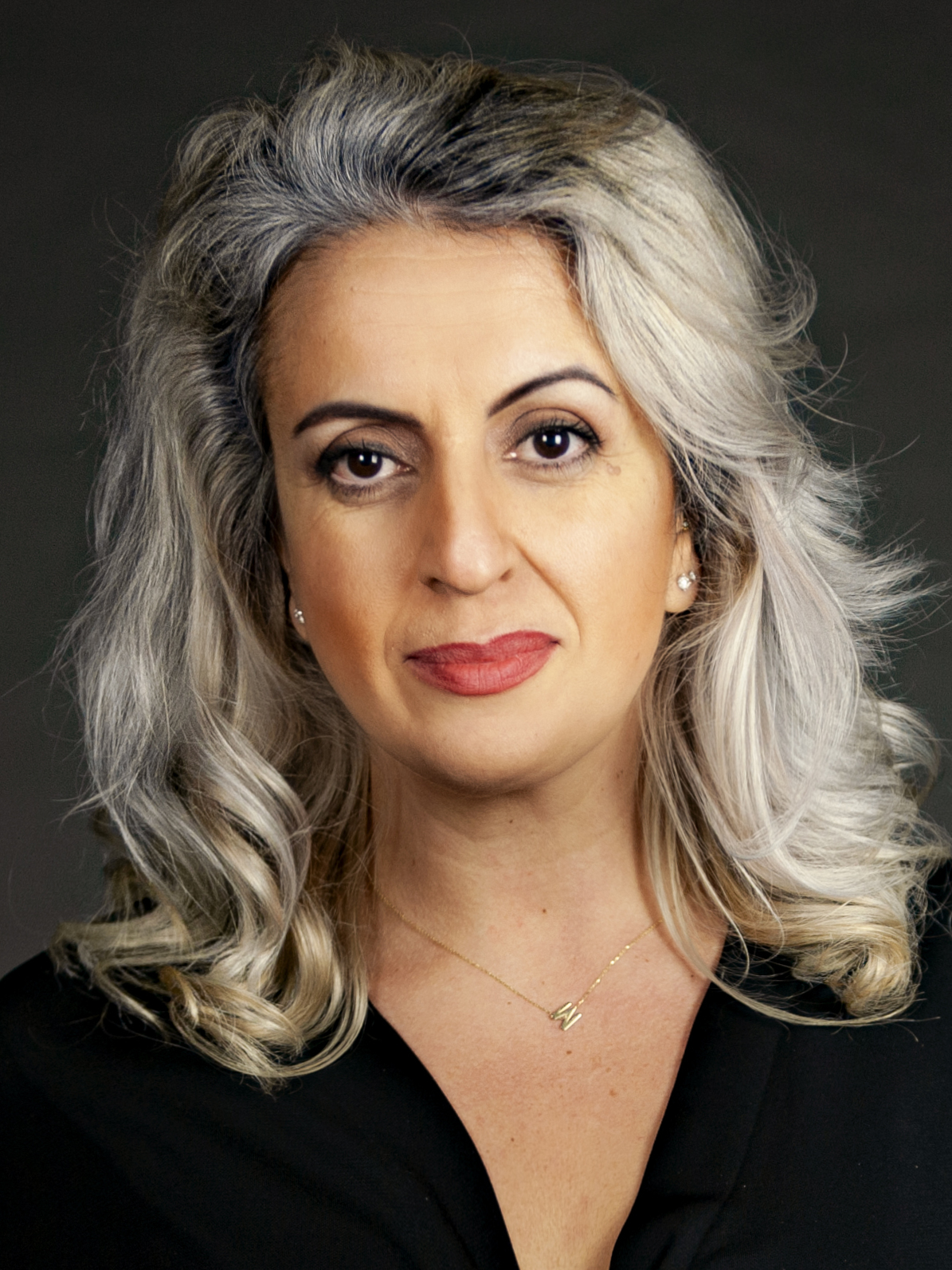
Nilüfer Gündoğan, 2021

Nilüfer Gündoğan (geboren am 6. Juni 1977 in Nazımiye) ist eine niederländische Politikerin. Sie ist Mitglied des Abgeordnetenhauses und wurde bei den Parlamentswahlen 2021 für Volt Nederland in die Kammer gewählt. Gündoğan hatte zuvor als Beraterin und Managerin gearbeitet und war Mitglied der Demokraten 66 (D66).

## Werdegang
Gündoğan wurde am 6. Juni 1977 in Nazımiye, Provinz Tunceli (Türkei) in einer alevitischen Familie geboren, die zu den Zazas gehört. Sie hat einen Bruder und eine Schwester. Ihr Vater war Lehrer in der Türkei und zog als Gastarbeiter in die Niederlande, um in einer Fabrik zu arbeiten. Als Gündoğan 18 Monate alt war und ihr Vater fünf Jahre lang in den Niederlanden gelebt hatte, zog ihre Familie in die Niederlande und sie wuchs in der Limburger Stadt Weert auf. Dort besuchte sie die Sekundarschule Philips van Horne.
1996 zog sie nach Amsterdam, um Jura zu studieren, brach das Studium jedoch 2003 ohne Abschluss ab. Sie gab an, dass sie aufgrund eines Krankenhausaufenthalts und durch familiäre Probleme verursachten Depression ihr Studium nicht abschließen konnte, und bezeichnete ihren Vater als gewalttätig. Von 2005 bis 2007 studierte sie Politikwissenschaften an der Universität Leiden, schloss aber auch dieses Studium nicht ab. Gündoğan arbeitete gleichzeitig als Projektassistentin für die Stadtverwaltung von Amsterdam. Zwischen 2009 und 2012 war sie Projektmanagerin für strategische Erneuerung bei der Stadtverwaltung. Später arbeitete Gündoğan als Beraterin, Projektmanagerin und Interimsmanagerin bei verschiedenen anderen Organisationen, darunter Rainman Group und jb Lorenz. Als sie in die Abgeordnetenkammer gewählt wurde, war sie außerdem Inhaberin einer eigenen Beratungsfirma namens Nilüfer Advies.

## Politische Arbeit
Gündoğan bezeichnet sich selbst als sozialliberal und trat 2009 der politischen Partei Democrats 66 (D66) bei. Sie nahm zwei Jahre lang an dem Entwicklungsprogramm Route66 teil und war zwischen Ende 2011 und 2013 im Vorstand des Amsterdamer D66-Verband. Gündoğan wollte bei den Kommunalwahlen 2014 Spitzenkandidatin für Amsterdam-Zuid werden, unterlag jedoch gegenüber Sebastiaan Capel. Enttäuscht weil D66 eine Regierungsbeteiligung mehr Priorität einräumte als Transparenz, die sie als Antwort auf den Populismus sieht, trat sie aus der Partei aus.

### Volt Niederlande
2018 wurde sie Mitglied von  Europa, dessen niederländischer Zweig im selben Jahr gegründet wurde. Sie setzt sich für eine liberale Demokratie und Gesellschaft ein und warnte davor, die liberalen demokratischen Grundsätze in den Niederlanden anzutasten. Dabei setzte sie sich deutlich für die Europäische Union ein, um grenzüberschreitende Probleme und Herausforderungen wie Migration, Klimawandel, digitale Sicherheit und die Bewahrung einer liberalen Demokratie zu bewältigen.

#### Europawahl 2019
Bei den Wahlen zum Europäischen Parlament trat Gündoğan 2019 auf Listenplatz 2 für Volt Niederlande an. Während des Europawahlkampfs setzte sie sich insbesondere für Transparenz und Bildung ein, die sie als zentral für soziale Mobilität betrachtet. Dabei kritisierte Gündoğan, das die schlechtesten Schulen insbesondere in sozioökonomisch schwächeren Vierteln seien und plädierte für Investitionen in diese Schulen und kleinere Klassen mit mehrförderungsangeboten. Die Partei erhielt 1,93 % der Stimmen, was allerdings nicht ausreichte, um die Schwelle für einen Sitz im Europäischen Parlament zu erreichen.

#### Abgeordnetenhaus
Bei den niederländischen Parlamentswahlen 2021 wurde Gündoğan erneut auf Platz zwei der Parteiliste von Volt gewählt. Sie erhielt 41 352 Vorzugsstimmen und gewann mit ihrer Partei drei Sitze und wurde am 31. März zusammen mit Laurens Dassen und Marieke Koekkoek in die Abgeordnetenkammer gewählt. Sie gehört den Ausschüssen für Verteidigung, für Bildung, Kultur und Wissenschaft, für Finanzen und für öffentliche Ausgaben an.
Im Juni 2021 reichte sie einen Antrag zum Verbot von Tabaklobbyismus ein, der jedoch mit sieben fehlenden Stimmen nicht angenommen wurde. Ein weiterer Vorschlag von Gündoğan war eine neue Steuer auf den Gewinn aus dem Verkauf von Häusern, ähnlich wie in Frankreich, um die steigenden Immobilienpreise durch die Bekämpfung der Spekulation zu bekämpfen. Außerdem schrieb sie zusammen mit Sjoerd Sjoerdsma (D66) einen Brief an die Parlamentspräsidentin Vera Bergkamp, in dem sie eine Diskussion mit dem Präsidium des Parlaments über bedrohliche Äußerungen von Abgeordneten des Forums für Demokratie (FVD) während der Debatten forderten. Einer der Vorfälle, auf den sie sich bezogen, ereignete sich im Jahr 2021, als sich Gündoğan über einschüchternde E-Mails von DENK- und FVD-Anhängern beschwert hatte. Der Abgeordnete Gideon van Meijeren sagte daraufhin, er sei sehr stolz darauf, dass seine Anhänger alles daran setzten, ihre Meinung über die Reaktion der Regierung auf die COVID-19-Pandemie zu ändern. Gündoğan sprach sich weiterhin gegen extreme Sprache und Drohungen in den sozialen Medien aus und erstattete nach Morddrohungen Anzeige bei der Polizei. Sie gab vor allem rechtspopulistischen Politikern die Schuld und nannte Geert Wilders auf Twitter einen „fiesen Faschisten“.
Volt gab am 13. Februar 2022 bekannt, dass sie Gündoğan aus ihrer Fraktion ausgeschlossen habe, nachdem sie Berichte über inakzeptables Verhalten erhalten hatte. Die Partei ging aufgrund der laufenden externen Untersuchung nicht näher auf die Vorwürfe ein, und Gündoğan erklärte, sie wisse nicht, was ihr vorgeworfen werde. Die Ankündigung folgte auf eine Welle von Vorwürfen über inakzeptables Verhalten gegen hochrangige Personen in den Niederlanden. In einer Erklärung bezeichnete Gündoğan ihre Suspendierung als unverhältnismäßige Maßnahme und erklärte, sie werde ihren Sitz im Parlament unabhängig vom Ergebnis der Untersuchung behalten. Sie schrieb auch, dass sie aufgrund von Drohungen eine harte Zeit durchmache und dass es ihr leid tue, wenn sich jemand durch ihre Arbeitsweise unsicher gefühlt habe. Ihre Anwälte kündigten am 18. Februar an, dass Gündoğan rechtliche Schritte gegen Volt einleiten werde, um ihre Suspendierung zu beenden, eine Berichtigung zu erwirken und Schadenersatz zu erhalten. Die Partei erklärte hingegen, dass Gündoğan nicht bereit sei, mit der externen Untersuchung zu kooperieren. Nachdem ein Gericht am 9. März urteilte, dass Gündoğan wieder in die Fraktion aufgenommen werden muss, schloss die Fraktion sie am 22. März erneut aus. Am 14. Juli wies die Staatsanwaltschaft die Klage Gündoğans gegen die Partei Volt und 14 Mitglieder zurück.

## Privatleben
Gündoğan lebt seit 1996 in Amsterdam. Sie war mit Bas Vogels verheiratet, den sie bei D66 kennenlernte. Zwei Monate nach Beginn ihrer Beziehung wurde bei Bas unheilbarer Darmkrebs diagnostiziert. Sie heirateten 2014, und Nilüfer übernahm den Nachnamen Vogels. Unterstützt durch Sterbehilfe starb Bas im März 2017 vier Monate nach der Geburt des gemeinsamen Sohnes. Gündoğan zieht ihren Sohn als Alleinerziehende auf. Sie ist Atheistin.